# Boubacar Aw
Boubacar Richard Aw (Thiès, 22 giugno 1975) è un ex cestista senegalese.
È fratello di Jules.

## Carriera
Con il Senegal ha disputato i Campionati mondiali del 1998 e due edizioni dei Campionati africani (1992, 1997).